# Salvador Sánchez
Salvador Sánchez (född 1959, död 1982), mexikansk boxare som var världsmästare i fjädervikt 1980-82.
Salvador Sánchez kom från den lilla staden Santiago Tianguistenco och debuterade som proffs redan som tonåring. 21 år gammal erövrade han WBC-titeln genom att knocka amerikanen Danny López i rond 13. Han försvarade titeln 9 gånger, vilket bl.a. inkluderade en returmatch mot Lopez (K.O rond 14) och segrar mot Wilfredo Gómez och Azumah Nelson. Gómez var mästare i lätt fjädervikt och en fruktad knock out-maskin och efter att 1981 knockat puertoricanen i rond 8 var Sánchez en superstjärna.
Den 12 augusti 1982 omkom han i en bilolycka. Hans matchlista innehöll då 44 segrar (32 på KO), 1 förlust, 1 oavgjord. Många boxningsexperter anser att Sánchez hade kunnat bli en av de bästa boxarna någonsin.